# Mateo Joseph
Pour les articles homonymes, voir Joseph.
Mateo Joseph, né le 19 octobre 2003 à Santander en Espagne, est un footballeur espagnol qui évolue au poste d'avant-centre au RCD Majorque.

## Biographie

### Carrière en club
Né à Santander en Espagne, d'un père anglais et une mère espagnole, Mateo Joseph est formé par le club de championnat d'Espagne du RCD Espanyol, qu'il rejoint en 2017, en provenance du Racing Santander.
Mais en janvier 2022 il est transféré au Leeds United, où il commence sa carrière professionnelle en championnat d'Angleterre. Il joue son premier match avec l'équipe première du club le 9 novembre 2022, lors d'un match nul en Coupe de la ligue contre les Wolverhampton Wanderers.

### Carrière en sélection
Mateo Joseph est international avec l'équipe d'Angleterre des moins de 20 ans depuis mars 2023 et un match contre l'Allemagne.
En mars 2024, Joseph est convoqué pour la première fois avec l'équipe d'Espagne espoirs,,. Il honore sa première sélection le 21 mars 2024 en match amical contre la Slovaquie,. Il est ensuite le seul buteur de la victoire 1-0 contre la Belgique en qualification pour l'Euro espoirs.

## Palmarès

### En club
- Leeds United
  - Champion de Championship en 2025